# 半田町 (愛知県)
半田町（はんだちょう）は、愛知県知多郡にかつて存在した町。現在の半田市中心部に該当する。
古くから酒、醤油、味噌などの醸造業が栄えていた。また、三河湾に面する半田港があり、米などの材料の運搬、酒、醤油などの江戸への運搬により海運業でも栄えていた。酒粕を用いた酢の醸造が始まると、酢は尾州廻船によって江戸に運ばれた。運搬には阿久比川の排水路として築かれた半田運河（十ヶ川）
が利用されていた。このこともあり、江戸時代後期には知多郡最大の村となった。
明治以降も醸造業やビールなどの食品産業の町として栄えた。

## 歴史

### 沿革
- 江戸時代末期、この地域は尾張藩領であった。
- 1876年（明治9年） - 半田村と岩滑村が合併し、半田村となる。
- 1889年（明治22年）10月1日 - 町村制施行に伴い、半田村が町制施行して半田町となる。
- 1937年（昭和12年）10月1日 - 亀崎町、成岩町と合併し半田市となる。
- 1957年（昭和32年） - 旧半田町域については、岩滑南浜町・岩滑北浜町・岩滑東町・岩滑中町・岩滑高山町・岩滑西町・丁田町・欠ケ下町・明田町・平和町・平井町・新生町・宝来町・奥町・滑楚町・深谷町・枝山町・柊町・清城町・雁宿町・星崎町・出口町・宮路町・清水北町・清水西町・清水東町・前崎東町・前崎西町・天王町・堀崎町・榎下町・西新町・大坪町・鶴田町・東新町・住吉町・北浜田町・勘内町・東天王町・本町・東本町・銀座本町・中村町・山崎町・御幸町・新川町・山ノ神町・北末広町・南末広町・泉町・広小路町・新栄町・日ノ出町・東雲町・源平町・東洋町・幸町・東浜町・亀洲町・山方町・康衛町・白山町・昭和町・更生町・大和町・中町・協和町・郷中町・畑合町・港本町・港町・神明町・中島町・北二ツ坂町・土井山町・蝮ヶ池町・葭谷町・北滑草町・福地町・砂谷町・松堀町・馬捨町にそれぞれ編入される[1]。

## 学校
- 半田第一尋常高等小学校　（現・半田市立半田小学校）
- 岩滑尋常小学校　（現・半田市立岩滑小学校）

## 交通機関
- 武豊線
  - 半田駅
- 知多鉄道
  - 半田口駅・農学校前駅・知多半田駅

## 神社・寺院
- 住吉神社

## 出身有名人
- 新美南吉（作家）
- 小栗風葉（小説家）